# 1540 Kevola
Kevola (asteróide 1540) é um asteróide da cintura principal com um diâmetro de 44,18 quilómetros, a 2,6182141 UA. Possui uma excentricidade de 0,0815063 e um período orbital de 1 757,88 dias (4,81 anos).
Kevola tem uma velocidade orbital média de 17,64120605 km/s e uma inclinação de 11,96358º.
Esse asteróide foi descoberto em 16 de Novembro de 1938 por Liisi Oterma.